# Puto albicans
Puto albicans är en insektsart som beskrevs av Mckenzie 1967. Puto albicans ingår i släktet Puto och familjen ullsköldlöss. Inga underarter finns listade i Catalogue of Life.